# Уравнение Гросса — Питаевского
Уравнение Гросса — Питаевского было получено Е. П. Гроссом и Л. П. Питаевским в 1961 году в рамках теории неидеального бозе-газа. Уравнение находит применение при описании газов в ловушках. Также уравнение имеет применение в связи с проблемой вихревой нити в газе.

## Описание
{\displaystyle i\hbar {\frac {\partial }{\partial t}}\Xi (t,{\vec {r}})=(-{\frac {\hbar ^{2}}{2m}}\Delta -\mu +U({\vec {r}}))\Xi (t,{\vec {r}})+U_{0}|\Xi (t,{\vec {r}})|^{2}\Xi (t,{\vec {r}})}

## Экспериментальное подтверждение
В 1997 году было получено экспериментальное подтверждение бозе-конденсации ультрахолодного газа. Наблюдение было произведено на основе уменьшения в шесть раз трёхчастичной рекомбинации, предсказанного Каганом и Шляпниковым.
В том же году Кеттерле наблюдал интерференцию при слиянии двух конденсатов и их когерентные состояния.